# قادریه قیقون
قادریه قیقون (به عربی: القادریة قیقون) یک روستا در سوریه است که در ناحیه الجانودیه واقع شده‌است. قادریه قیقون ۱٬۱۴۰ نفر جمعیت دارد.